# The City of Metronome
The City of Metronome — тривимірна гра-головоломка, що розроблялась Tarsier Studios для Microsoft Windows, PlayStation 3 та Xbox 360. Проєкт на ранній стадії розробки вперше був представлений на E3 у 2005 році. Після того як розробникам не вдалося знайти видавця, гру було скасовано.

## Розробка і скасування
Гра була продемонстрована на виставці E3 2005 року, де стала однією з найбільш очікуваних ігор для консолей сьомого покоління. Згідно сайту Play.com, гра повинна була бути випущеною 26 червня 2009 року, але в світ так і не вийшла.
8 травня 2007 року Tarsier Studios оголосили про зупинку розробки The City of Metronome через те, що компанія так і не змогла знайти видавця для цієї гри. Друге демо було створено приблизно у 2008 та 2009 роках на призові гроші з конкурсу, але воно ніколи не було доступне для громадськості. Ця демо-версія була створена за участі дизайнерів, які відомі своєю роботою над LittleBigPlanet та Little Nightmares. Друга концепція була відкинута, тому що команда не змогла урізноманітнити заснований на взаємодії зі звуком геймплей і зробити його достатньо «веселим» для гравців.